# Щавин-Косьцельны (гмина)
Щавин-Косьцельны (пол. Szczawin Kościelny) — сельская гмина (волость) в Польше, входит как административная единица в Гостынинский повет, Мазовецкое воеводство. Население 5272 человека (на 2004 год).

## Демография
| Перепись                       | Всего   | Всего | Женщины | Женщины | Мужчины | Мужчины |
| ------------------------------ | ------- | ----- | ------- | ------- | ------- | ------- |
| Единицы                        | человек | %     | человек | %       | человек | %       |
| Население                      | 5272    | 100   | 2653    | 50,3    | 2619    | 49,7    |
| Плотность населения (чел./км²) | 41,5    | 41,5  | 20,9    | 20,9    | 20,6    | 20,6    |

## Сельские округа
1. Адамув
2. Голас
3. Хоронжек
4. Аннополь
5. Бялка
6. Буды-Каленьске
7. Калень
8. Добрув
9. Хеленув
10. Есёнка
11. Хеленув-Слупски
12. Хеленув-Трембски
13. Трембки
14. Холендры-Добровске
15. Теодорув
16. Юзефкув
17. Кшимув
18. Каменец
19. Казмеркув
20. Мельлерув
21. Кунки
22. Гожево-Колёнья
23. Лущанув
24. Мисядля
25. Мосциска
26. Моджев
27. Любенек
28. Осовя
29. Тулиска
30. Перышев
31. Решки
32. Став
33. Слуп
34. Янки
35. Смоленя
36. Стефанув-Сусерски
37. Сусеж
38. Будки-Сусерске
39. Свобода
40. Щавинек
41. Северынув
42. Щавин-Боровы-Колёнья
43. Анджеюв
44. Щавин-Боровы-Весь
45. Пшихуд
46. Щавин-Косьцельны
47. Валишев
48. Витольдув
49. Воля-Трембска
50. Воля-Трембска-Парцель

## Поселения
1. Феликсув-Добровски
2. Хеленув-Други
3. Кельница
4. Леопольдув
5. Мочидла
6. Потшаскув
7. Щавин-Малы-Гаювка
8. Трембки-Лесничувка
9. Вандзин

## Соседние гмины
1. Гмина Гомбин
2. Гмина Гостынин
3. Гмина Лонцк
4. Гмина Опорув
5. Гмина Пацына
6. Гмина Стшельце